# Plan Kalergi

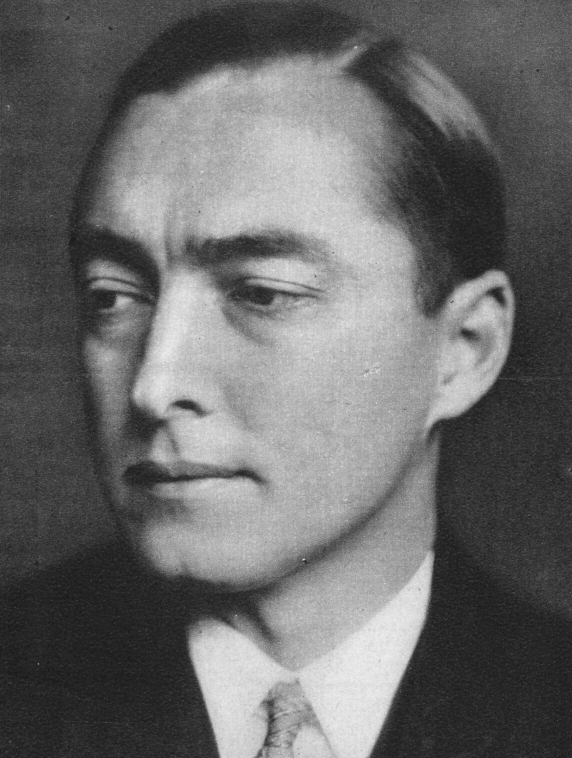
Richard von Coudenhove-Kalergi, supposé créateur du plan, photographié c. 1930.

Le plan Kalergi, parfois appelée la conspiration Coudenhove-Kalergi, est une théorie du complot d'extrême droite, antisémite et du génocide blanc,. La théorie prétend que l'homme politique austro-japonais Richard Coudenhove-Kalergi a concocté un complot pour mélanger les Européens blancs avec d'autres ethnies via l'immigration. Ce métissage forcé serait secrètement facilité par la construction européenne,. Cette théorie du complot est le plus souvent associée aux groupes et partis européens, mais elle s'est également propagée à la politique nord-américaine.

## Origines
La théorie du complot découle d'une section du livre de 1925 de Kalergi, Praktischer Idealismus (« idéalisme pratique »), dans lequel il prédit qu'une race mixte du futur surgirait : « L'homme du futur sera de race mixte. Les races et les classes d'aujourd'hui  disparaîtront progressivement en raison de la disparition de l'espace, du temps et des préjugés. La race eurasienne-négroïde du futur, semblable dans son apparence aux anciens Égyptiens, remplacera la diversité des peuples par une diversité d'individus,. » Les individus d'extrême droite modernes cherchent à établir des relations entre l'élaboration des politiques européennes contemporaines et cette citation.

## La théorie du complot
Le journal italien indépendant Linkiesta (en) a enquêté sur la théorie du complot et l'a décrite comme un canular comparable au document antisémite fabriqué Les Protocoles des Sages de Sion. Le Southern Poverty Law Center décrit le plan Kalergi comme une manière distinctement européenne de pousser la théorie du complot du génocide blanc sur le continent, les nationalistes blancs citant les écrits de Coudenhove-Kalergi hors contexte afin d'affirmer que les politiques d'immigration de l'Union européenne étaient insidieuses. des complots ourdis il y a des décennies dans le but de détruire les Blancs. Hope not Hate (en), un groupe de défense contre le racisme, l'a décrit comme une théorie du complot raciste qui allègue que Coudenhove-Kalergi avait l'intention d'influencer les politiques européennes en matière d'immigration afin de créer une « population dépourvue d'identité » qui serait alors censée être gouvernée par une élite juive.

## Histoire récente
La première trace du « plan » figure dans l'ouvrage du capitaine britannique Arthur Rogers, membre de divers sociétés conspirationistes, Power Crazy One Wolders and The Negro Invasion publié en 1955 et réédité en 2004 sous le titre Warburg and the Kalergi Plan. 
La théorie se répand dans les années 1990. L'écrivain néonazi autrichien Gerd Honsik (en) a écrit sur le sujet dans son livre Kalergi Plan en 2005,,.
Dans les pays francophones, la théorie est reprise dans la complosphère, par le biais notamment de Alain Soral, Pierre Hillard, Marion Sigaut ou Piero San Giorgio. 
Dans la sphère anglophone, elle est répandue par Dimitra Ekmektsis militante QAnon et MagaTard . Nick Griffin, eurodéputé britannique d'extrême droite et leader du British National Party a même évoqué ce plan pendant une intervention à l'intérieur du Parlement européen en 2014. Il déclare ceci : « Lorsque le parrain de l'Union européenne, Richard Coudenhove-Kalergi, a publié le plan pour une Europe unie et l'ethnocide des peuples d'Europe, l'encouragement de l'immigration massive des non-Blancs était au centre du complot. Depuis lors, une alliance impie de gauchistes, de capitalistes et de suprémacistes sionistes a comploté pour promouvoir l'immigration et le métissage dans le but délibéré de nous arracher à l'existence dans nos pays d'origine. Alors que la résistance indigène à cette industrie de modification génétique humaine s'accroît, l'élite criminelle cherche de nouveaux moyens de camoufler son projet. D'abord, leurs pions immigrés étaient des travailleurs invités temporaires ; ensuite, c'était une expérience multiraciale ; enfin, c’était des réfugiés et la réponse à une population en diminution. Différentes excuses, différents mensonges – et l'asile n'en est qu'un autre. Mais le véritable objectif reste le même : le plus grand génocide de l'histoire de l'humanité, la « Solution finale » au problème de l'Europe chrétienne. Ce crime exige une nouvelle série de procès de Nuremberg, et vous serez sur le banc des accusés. »,
En février 2019, sur des dizaines de tombes du cimetière juif de Quatzenheim, dans le Bas-Rhin, ont été taguées des croix gammées ainsi que l’inscription « plan Kalergi ». En 2019 toujours, l'organisation à but non lucratif de droite Turning Point USA a publié une photo sur Twitter dans laquelle une personne tenait un ballon de plage qui comportait un texte faisant la promotion de cette théorie du complot. Le tweet a été supprimé peu de temps après,.
Il faut cependant noter qu'une fraction de l'extrême-droite qui se réclame du nationalisme européen, en Espagne, France, Italie et États-Unis, considère, en se basant sur ses relations avec Julius Evola, Oswald Mosley et Benito Mussolini, que Richard Koudenhove-Kalergi est « un révolutionnaire-conservateur méconnu » et dénonce donc le Plan Kalergi comme une invention de « fronts bas conspirationnistes ».

## Voir également
- Théorie du complot du génocide blanc
- Grand remplacement
- Eurabia
- Les Protocoles des Sages de Sion